# Bam to Bam Bam
Bam to Bam Bam was een Nederlandse zanggroep.
Bam to Bam Bam kwam in 1988 voort uit de boyband FRITSH. In 1989 nam de band deel aan het Nationaal Songfestival met het nummer Lammedammadoendan, maar de band won deze preselectie niet. In 1990 werd Bam To Bam Bam opgeheven. Een bekend bandlid was René Klijn, die in 1993 aan Aids zou overlijden.

## Discografie

### Singles
| Titel                 | Datum |
| --------------------- | ----- |
| Like A Locomotion     | 1988  |
| Lammedammadoendan     | 1988  |
| Celebrate A Good Time | 1988  |
| Eye On You            | 1989  |
| Zum Zum Guy           | 1990  |